# Karl Heussi

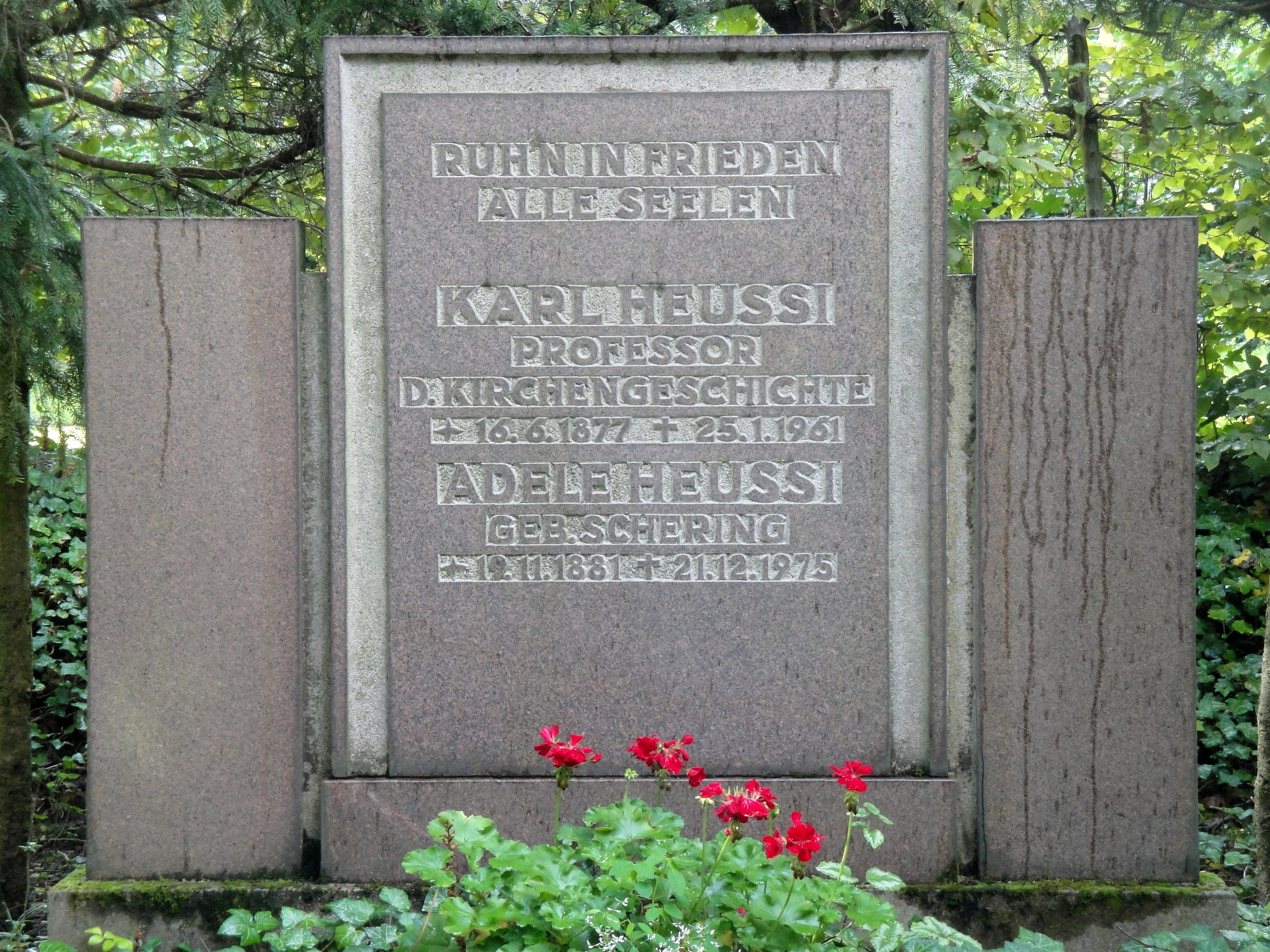
Graf in Jena

Karl Heussi (Leipzig, 16 juni 1877 - Jena. 25 januari 1961) was een Duitse kerkhistoricus
Heussi werd in Leipzig geboren en was enig kind. Zijn vader was van zwitserse afkomst. Hij groeide op in een milieu van geleerden en kooplieden.
In Leipzig bezocht Heussi het Nicolai-Gymnasium.
Na het gymnasium studeerde Heussi in Leipzig, Berlijn en Marburg.
In Berlijn was Adolf von Harnack, de nestor van de kerkgeschiedenis, zijn leermeester. In Marburg studeerde Heussi bij Wilhelm Herrmann.
Ook stond Heussi onder invloed van het werk van Wilhelm Dilthey en Ernst Troeltsch en Karl Lamprecht.
Heussi promoveerde in 1902 in Leipzig bij Karl Lamprecht op een proefschrift over de 18e-eeuwse kerkhistoricus Johann Lorenz von Mosheim. (Die Kirchengeschichtschreibung Johann Lorenz von Mosheims ) Daarmee werd hij doctor in de filosofie. Zijn theologische studies sloot hij af in 1901 en 1903 met het eerste en tweede theologische examen.
Van 1904 tot 1924 was hij docent aan het König-Albert-Gymnasium in zijn vaderstad. In die periode combineerde hij zijn pedagogische werkzaamheden met zijn wetenschappelijke werk.
De benoeming tot hoogleraar in de kerkgeschiedenis aan de universiteit van Jena in 1924 gaf Heussi de gelegenheid zich geheel aan zijn wetenschappelijk werk te wijden. Heussi was 30 jaar lang, tot 1953, aan de universiteit van Jena verbonden.

## Wetenschappelijk werk
Het kerkhistorisch onderzoek van Heussi had twee brandpunten: enerzijds het tijdperk van de vroege kerk, in het bijzonder haar begintijd en vroege ontwikkeling en anderzijds de 18e eeuw.
De eerste publicatie van Heussi handelde over de Stromateis van Clemens Alexandrinus. Zijn proefschrift was gewijd aan de 18e-eeuwse kerkhistoricus Johann Lorenz von Mosheim.
- Bibsys: 90129352
- Biblioteca Nacional de España: XX1166121
- Gemeinsame Normdatei: 11678489X
- International Standard Name Identifier: 0000 0001 0935 1753
- Library of Congress Control Number: n85811915
- Nationale Bibliotheek van Letland: 000006780
- Bibliotheek van het Japanse parlement: 00443230
- Nationale Bibliotheek van Tsjechië: skuk0002986
- Nationale Bibliotheek van Israël: 987007310742405171
- Nationale Bibliotheek van Polen: a0000002153871
- Nederlandse Thesaurus van Auteursnamen: 067885934
- Système universitaire de documentation: 07906423X
- Trove: 1026636
- Virtual International Authority File: 110935550
- WorldCat: E39PBJrCbcW7Wx7V3KfpbGrrMP